# Cobra Soft
Cobra Soft – francuska wytwórnia gier komputerowych, założona w 1984 roku przez Bertranda Brocarda i rozwiązana w 1989 roku.

## Historia
W 1984 roku Bertrand Brocard, właściciel przedsiębiorstwa komputerowego ARG Informatique, po pierwszych eksperymentach z programowaniem zdecydował się przebranżowić. We współpracy z programistą Gilles’em Bertinem zmienił profil swej spółki, przemianowując ją na Cobrę, co było aluzją do nazwiska założyciela.
Cobra publikowała gry różnorodne gatunkowo. W jej portfolio znajdowały się zarówno gry wojenne i strategiczne, jak i przygodowo-kryminalne. Do tych pierwszych należały symulator niszczyciela HMS Cobra (H.M.S. Cobra, 1985) oraz gra Cessna over Moscow (1987), symulująca nielegalny przelot pilota Mathiasa Rusta przez granice Związku Radzieckiego. Największym powodzeniem wytwórni cieszyła się jednak autorska seria gier przygodowych Brocarda pod nazwą Meurtres. Składało się na nią pięć części, które odzwierciedlały niepokoje społeczne we Francji epoki François Mitterranda. Meurtre à grande vitesse (1984) koncentrowała się na śledztwie w sprawie morderstwa lewicowego polityka z kolaboracyjną przeszłością. Bardzo dobrze przyjęta Meurtres sur l’Atlantique (1986), fikcyjna historia o nazistowskich szpiegach próbujących nie dopuścić do przechwycenia przez aliantów maszyny szyfrującej Enigma, otrzymała natomiast prestiżową nagrodę Tilt d’Or dla najlepszej gry kryminalnej roku . Meurtres en série (1987) nawiązywała aluzyjnie do II wojny światowej, każąc graczom powstrzymać grupę niemieckich weteranów wojennych przed serią mordów popełnianych na normandzkiej wyspie Sark. W Meurtres à Venise (1989) celem graczy było z kolei zapobieżenie wysadzeniu części Wenecji w powietrze przez skrajnie lewicową organizację terrorystyczną . Jedynie akcja Meurtres dans l’espace (1990) toczyła się w przestrzeni kosmicznej.
Cobra Soft odnosiła sukcesy artystyczne; w 1987 roku czasopismo „Tilt” przyznało spółce wyróżnienie za całokształt twórczości na rozdaniu nagród Tilt d’Or. Systematycznie swobodę spółki ograniczało jednak wydawnictwo Infogrames, które w 1987 roku przejęło udziały w Cobrze. W 1989 roku, po serii porażek komercyjnych (np. nieudanej adaptacji komiksu La Marque jaune, 1989), Infogrames zlikwidowało Cobrę.